# Jiří Hovorka (malíř)
Jiří Hovorka (* 23. dubna 1946, Cetoraz) je český malíř, grafik, typograf, spisovatel. Žije a tvoří v Českých Budějovicích a na Růžové.

## Život a dílo
Narodil se 23. dubna 1946 v Cetorazi do učitelské rodiny. V letech 1961–1965 vystudoval Střední umělecko-průmyslovou školu v Karlových Varech.
Po ukončení studia pracoval jako grafik pro Alšovu jihočeskou galerii v Hluboké nad Vltavou a Dům kultury ROH v Českých Budějovicích. Pro tyto instituce se výtvarně podílel jako typograf na vydávání katalogů výstav a kulturních akcí. Spolupracoval s Prácheňským muzeem v Písku a s Galerii Procházka Trans Ars v.o.s.
Mnoho let spolupracoval jako reklamní výtvarník s řadou podniků v Jihočeském kraji a podílel se na propagaci jejich výrobků. Byly to zejména Jitex Písek, PPP Písek, Fezko Strakonice, KOH-I-NOOR HARDTMUTH České Budějovice. Byl výtvarníkem Libereckých výstavních trhů v Liberci a celostátní výstavy Země živitelka v Českých Budějovicích. Navrhoval a realizoval jejich výstavní expozice.
Graficky upravil řadu výstavních katalogů, pozvánek, plakátů, obalů na potraviny, knih, časopisů a gramofonových desek. Výtvarně se v letech 1980–1988 podílel na realizaci recesivně laděných výstav a pořadů v Galerii Na Dvorku v Českých Budějovicích.

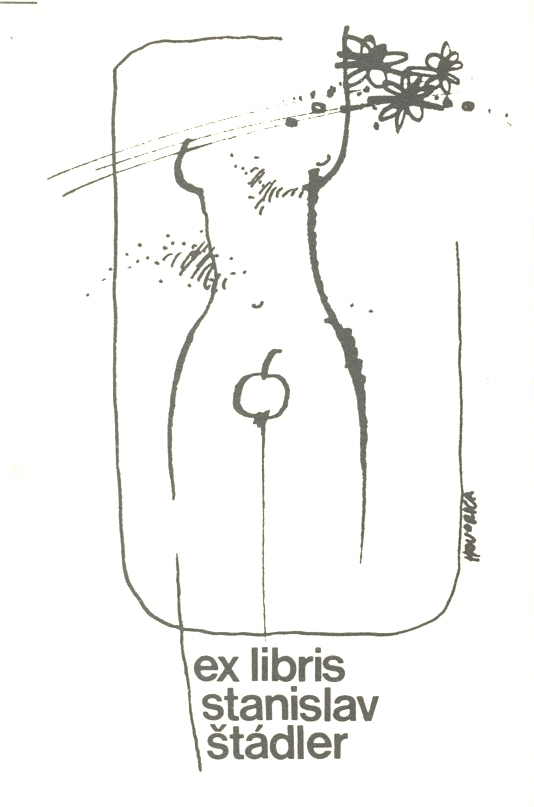
Ex libris

Ve volné tvorbě se věnoval malbě, ilustraci, ex libris, novoročenkám. Jeho práce jsou v soukromých sbírkách. Byl evidovaným členem Českého fondu výtvarných umění a členem volného sdružení Mladí jihočeští výtvarní umělci. Jako spisovatel se stal členem Jihočeského klubu Obce spisovatelů. Žije v Českých Budějovicích.

### Výstavy
- 1980 – České Budějovice – Jiří Hovorka: Užitá grafika a kresby
- 1985 – České Budějovice - Jiří Hovorka: Obrazy

### Výstavy kolektivní
- 1979 – Brno – Současné jihočeské výtvarné umění: Malba/grafika
- 1981 – Písek – Mladí jihočeští výtvarní umělci
- 1982 – Jindřichův Hradec – Mladí jihočeští umělci a hosté
- 1983 – Most - Mladí jihočeští výtvarní umělci a hosté
- 1983 – Štětín (Polsko) - Mladí jihočeští výtvarní umělci a hosté
- 1986 – České Budějovice- Mladí jihočeští výtvarní umělci a hosté
- 1986 – Curych – CSSR – Plakate 1974–1985
- 1986 – 1987 Hluboká nad Vltavou AJG – České umění 20. století
- 1990 – Hluboká nad Vltavou, AJG- Český jih 1990: Současné jihočeské umění 1980–1990
- 2007 – Jindřichův Hradec – Mladí jihočeští výtvarní umělci po 25 (a více) letech
- 2007 – Písek - Mladí jihočeští výtvarní umělci po 25 (a více) letech

### Ilustrace, grafické a typografické úpravy
- 18. mezinárodní hudební léto: Hluboká '74: Rok české hudby. Hluboká nad Vltavou: Alšova jihočeská galerie, 1974. [16] s.
- TETIVA, Vlastimil: Jitka Válová – kresby. České Budějovice, Dům kultury ROH 1985.
- ČEPELKA, Miloň: 14:3: sonet ku haiku. Praha, Spolek českých bibliofilů 2011. 17 s. ISBN 978-80-904135-4-2
- KAHUDA, Stanislav. Erotinky. Ilustrace Jiří HOVORKA. České Budějovice: Stanislav Kahuda, 2013. 55 s. ISBN 978-80-260-3966-2.
- ČEPELKA, Miloň. Deník haiku 3.Ilustrace Jiří HOVORKA. Řitka: Čas, 2020. 101 stran. ISBN 978-80-7475-330-5.
- ČEPELKA, Miloň. Deník haiku 4. Ilustrace Jiří HOVORKA. Řitka: Čas, 2022. 84 stran. ISBN 978-80-7475-423-4.
- ČEPELKA, Miloň. Jen ještě jednou: verše staré i novější. [České Budějovice]: Růže, 2005. 95 s. Sub Rosa. ISBN 80-86975-00-2.
- Pohádky z jihu: sborník Jihočeského klubu Obce spisovatelů a jeho přátel. Ilustrace Jiří HOVORKA. Vydání první. V Jindřichově Hradci: Epika, Jan Medek, 2018. 153 stran.
- Exlibris Stanislav Štádler 1974. 1 exlibris.

### Výběr z autorských katalogů
- Karel Valter: Tvorba z let 1934–1975 - AJG Hluboká nad Vltavou 1975
- Bohdan Lacina: Grafika - 1981
- František Tichý: Grafika - 1981
- Petra Oriešková: Kresby a grafika - 1982
- Jiří John: Grafika - 1982
- Jiří Anderle: Grafika - 1983
- Oldřich Kulhánek: Kresba - 1983
- Karel Nepraš: Kresby - 1984
- Marie Stritzková: Kresby a grafika - 1984
- Jitka Válová: Kresby - 1985
- Karel Malich: Kresby - 1985
- Květa Válková: Kresby - 1986
- Petr Oriešek: Kresby - 1986
- Áda Novák: Obrazy: výbor z tvorby - AJG Hluboká nad Vltavou - 1987
- Jaroslav Róna: Kresby - 1987
- Jiří Ptáček: Kresby - 1987
- Eva Prokopcová: Kresby - 1988
- Jaroslav Hejný: Akvarely - 1988
- Vladimír Boudník: Grafika - 1989
- Ludvík Vacek: Grafika - 1990
- Miloslav Nováček: Kresby - 1990
- Václav Rožánek - k 80.narozeninám - 1993

### Plakáty - výběr
- Hudební léto Hluboká: Alšova jihočeská galerie Hluboká nad Vltavou: čtvrtek 1. září 1994: Musica per cinque: Jan Machat - flétna, Dušan Foltýn - hoboj, Tomáš Čistecký - klarinet, Petr Hernych - lesní roh, Michal Verner - fagot [grafika]. Hluboká nad Vltavou: AJG, 1994. 1 plakát.
- Hudební léto Hluboká: Alšova jihočeská galerie Hluboká nad Vltavou: Eric le Sage (Francie) klavír: koncert v rámci JHF: 6. července 1995 [grafika]. Hluboká nad Vltavou: Alšova jihočeská galerie, 1995. 1 plakát.
- Bílé vánoce: umělecký přednes Vladimír Ráž, žesťový kvintet Bohemian Brass: 20. prosince 1996 v AJG Hluboká nad Vltavou [grafika]. Hluboká nad Vltavou: Alšova jihočeská galerie, 1996. 1 plakát.
- Musica Puellarum: soubor barokní hudby: 27. dubna 1996 [grafika]. Hluboká nad Vltavou: Alšova jihočeská galerie, 1996. 1 plakát.
- Hudební léto Hluboká: Pearl Trio: Rumi Itoh - klavír (Japonsko), Bohumil Smejkal - housle (ČR), Johannes Degen - violoncello (Švýcarsko) [grafika]. Hluboká nad Vltavou: Alšova jihočeská galerie, 1997. 1 plakát.
- Hudební léto Hluboká: Jan Páleníček - violoncello, Jitka Čechová - klavír: program: R. Schumann, B. Martinů, S. Rachmaninov: 25. června 1998 [grafika]. Hluboká nad Vltavou: Alšova jihočeská galerie, 1998. 1 plakát.
- Sbírka keramiky Bechyně: mezinárodní keramická sympozia květen - září 1998: Zámecký pivovar [grafika]. Hluboká nad Vltavou: Alšova jihočeská galerie, 1998. 1 plakát.
- Vánoční koncert: Barok Collegium: 14. prosince 1999 [grafika]. Hluboká nad Vltavou: Alšova jihočeská galerie, 1999. 1 plakát.
- Hudební léto Hluboká: Felix Slováček - klarinet, Marína Grochovská - klavír: 14. září 2000 [grafika]. Hluboká nad Vltavou: Alšova jihočeská galerie, 2000. 1 plakát.
- Hudební léto Hluboká: Igor Ardašev - klavír: 8. června 2000 [grafika]. Hluboká nad Vltavou: Alšova jihočeská galerie, 2000. 1 plakát.
- Sbírka keramiky Bechyně: mezinárodní keramická sympozia: umělci z celého světa: zámecký pivovar květen - září 2001 [grafika]. Hluboká nad Vltavou: Alšova jihočeská galerie, 2001. 1 plakát.
- Flámské a holandské malířství 17. století: Alšova jihočeská galerie Hluboká nad Vltavou [grafika]. [Hluboká nad Vltavou]: [Alšova jihočeská galerie], [2018]. 1 plakát

### Literární texty
- Máš cigáro? České Budějovice: Ateliér Lucie, 2013. 170 s. ISBN 978-80-86266-78-7.
- Pozdrav, ptáku !.České Budějovice: Ateliér Lucie, 2012. 170 s. ISBN 978-80-260-6210-3.
- NIEDL, František. Budějovické povídky. Vydání první. Jindřichův Hradec:: Epika, 2016. 147 stran, 8 nečíslovaných listů obrazových příloh. ISBN 978-80-88113-50-8
- Světlo z trubky. České Budějovice, Ateliér Lucie2021. 199 s.
- BERAN, Ladislav. 7 + 7: povídkový sborník jihočeských a slovenských autorů. První vydání. Jindřichův Hradec: Epika, 2021. 153 stran. ISBN 978-80-7608-055-3